# BlueBird SpyLite
SpyLite — ізраїльський тактичний міні-БпЛА, призначений для ведення та спостереження цілей, патрулювання, розвідки та корекції вогню. Літак розроблений компанією Blue Bird Aero Systems Ltd. Апарат застосовується для бойових цілей з 2009 року.

## Історія
Компанія Blue Bird очолювана Роненом Надіром англ. Ronen Nadir (дані 2012-16 років), що займається розробкою і виготовленням безпілотника, знаходиться в місті Кадіма-Цоран Центрального округу за адресою: Ha-Matekhet St 8, Kadima Zoran. На початку створення SpyLite проектувався для подальшого застосування у військовій сфері, де данний дрон міг використовуватись для збору розвідувальних даних, застосовуватись для виконання патрульно-спостережуваних операцій. В результаті оптимізації конструкцій та конфігурації даного БпЛА, апарат застосовується і в громадьській сфері, де кількість виконуваних завдань менша, однак набагато більше експлуатантів. У 2013 році Blue Bird виграла контракт на суму 3 мільйони доларів на поставку комплексів SpyLite для армії Чилі. Станом на 2020 рік літаки моделі здійснили вже понад 35 000 бойових вильотів, хоча на сайті виробника наряду з цією надано іншу інформацію про 10 000 комерційних і бойових вильотів. У 2016 році SpyLite демонстрував дальність зв'язку 120 км, що значно далі заявлених параметрів і являється світовим рекордом серед БпЛА класу міні (відповідно до класифікації НАТО)..

### Бойове застосування
Опробований в бойових умовах в секторі Гази та Південному Лівані.

## Опис
Літак побудований за традиційною аеродинамічною схемою з V-подібним хвостовим оперенням. Крило розміщене за схемою високоплан. Електричний двигун зі штовхаючим гвинтом у задній частині фюзеляжу, за оперенням. Гіростабілізована платформа з камерами розміщується на носі апарату. Може літати при дощі до 10 мм/год. Пускова установка — катапульта, що працює від сили натягу еластомеру (гумової стрічки). Час налаштування і збірки перед запуском — лише п'ятнадцять хвилин.. Апарат обладнується денною або нічною ІЧ камерою та системою передачі відео Full HD з даними GPS в режимі онлайн. Він має вбудовану систему захисту від перешкод GPS для роботи в небезпечних повітряних просторах, а резервна лінія передачі даних служить для команди евакуації у надзвичайних ситуаціях із втратою зв'язку. Передача даних на БпЛА забезпечується в тому числі інтегрованими радіосистемами серії THPR від компанії Triad. Низька акустична, теплова та візуальна помітність БпЛА роблять його практично непомітним на відстані від 300 м. Літак може здійснювати політ повністю автономно від моменту старту до випуску парашуту перед посадкою. Старт літака з катапульти. Посадка парашутна на подушку безпеки з точністю до 30 м. Парашут обладниний системою відчепу після посадки, для уникнення волочіння апарату вітром по землі.

### Склад комплексу
До складу комплексу входять:
 — три безпілотних літальних апарата SpyLite;
 — наземне обладнання;
 — рюкзаки;
 — набір інструментів аеродромного обслуговування.

## ЛТХ
Загальні характеристики
- Екіпаж: 2 (наземні оператори)
- Вантажопідйомність: 1,3
- Довжина: 1,35 м (4 фут 5 дюйм)
- Розмах: 2,75 м (9 фут 0 дюйм)
- Висота: 0,38 м (1 фут 3 дюйм)
- Максимальна злітна вага: 8 кг (18 фунт)
- Силова установка: 1 × електричний
- Повітряний гвинт: 2-лопатевий

Льотні характеристики
- Максимальна швидкість: 120 км/год (75 миля/год; 65 вуз)
- Крейсерська швидкість: 100 км/год (62 миля/год; 54 вуз)
- Бойовий радіус: 50 км (31 миля; 27 морська миля) може бути збільшений до 80 км
- Тривалість польоту: 4 години
- Практична стеля: 9 100 м (29 856 фут)

## Експлуатанти
- Військово повітряні сили Ефіопії (з 2011 року)[2][10]
- Збройні сили Ізраїлю[1]
- Збройні сили Індії (декілька БпЛА у 2018 році)[11]
- Командування спеціальних операцій США (USSOCOM) (2007)[12]
- Збройні сили Чилі (2013)[1][12]